# گل چرمو (شاهین‌دژ)
گل‌چرمو روستایی از دهستان صفاخانه، بخش مرکزی، شهرستان شاهین‌دژ، استان آذربایجان غربی است.